# Temporada 1975-76 de la NBA
La temporada 1975-76 de la NBA fue la trigésima en la historia de la liga. La temporada finalizó con Boston Celtics como campeones tras ganar a Phoenix Suns por 4-2.

## Aspectos destacados
- Larry O'Brien comenzó su mandato como tercer comisionado de la liga.
- El All-Star Game de la NBA de 1976 se disputó en el The Spectrum de Filadelfia (Pensilvania), con victoria del Este sobre el Oeste por 123-109. Dave Bing, de Washington Bullets, fue galardonado con el MVP del partido.
- Kansas City-Omaha Kings fue renombrado a Kansas City Kings tras establecerse definitivamente en Kansas City, Misuri.
- Probablemente el mejor partido de la historia de la NBA fue el quinto encuentro de las Finales de la NBA entre los Celtics y los Suns, disputando una triple prórroga que se decidió con victoria de los Celtics por 128-126. 17 años más tarde, los Suns jugarían otra triple prórroga en unas Finales.
- Fue el último año antes de la fusión entre la NBA y la ABA.

## Clasificaciones
| Equipo             | V  | D  | %V   | P  |
| ------------------ | -- | -- | ---- | -- |
| Boston Celtics C   | 54 | 28 | .659 | -  |
| Buffalo Braves     | 46 | 36 | .561 | 8  |
| Philadelphia 76ers | 46 | 36 | .561 | 8  |
| New York Knicks    | 38 | 44 | .463 | 16 |

| Equipo              | V  | D  | %V   | P  |
| ------------------- | -- | -- | ---- | -- |
| Cleveland Cavaliers | 49 | 33 | .598 | -  |
| Washington Bullets  | 48 | 34 | .585 | 1  |
| Houston Rockets     | 40 | 42 | .488 | 9  |
| New Orleans Jazz    | 38 | 44 | .463 | 11 |
| Atlanta Hawks       | 29 | 53 | .354 | 20 |

| Equipo            | V  | D  | %V   | P  |
| ----------------- | -- | -- | ---- | -- |
| Milwaukee Bucks   | 38 | 44 | .463 | -  |
| Detroit Pistons   | 36 | 46 | .439 | 2  |
| Kansas City Kings | 31 | 51 | .378 | 7  |
| Chicago Bulls     | 24 | 58 | .293 | 14 |

| Equipo                 | V  | D  | %V   | P  |
| ---------------------- | -- | -- | ---- | -- |
| Golden State Warriors  | 59 | 23 | .720 | -  |
| Seattle SuperSonics    | 43 | 39 | .524 | 16 |
| Phoenix Suns           | 42 | 40 | .512 | 17 |
| Los Angeles Lakers     | 40 | 42 | .488 | 19 |
| Portland Trail Blazers | 37 | 45 | .451 | 22 |

* V: Victorias
* D: Derrotas
* %V: Porcentaje de victorias
* P: Partidos de diferencia respecto a la primera posición
* C: Campeón

## Playoffs
|  | Primera Ronda     | Primera Ronda | Primera Ronda |   |  | Semifinales de Conferencia | Semifinales de Conferencia | Semifinales de Conferencia |  |  | Finales de conferencia | Finales de conferencia | Finales de conferencia |  |  | Finales de la NBA | Finales de la NBA | Finales de la NBA |
|  |                   |               |               |   |  |                            |                            |                            |  |  |                        |                        |                        |  |  |                   |                   |                   |
|  | E4                | Philadelphia  | 1             |   |  | E1                         | Boston*                    | 4                          |  |  |                        |                        |                        |  |  |                   |                   |                   |
|  | E4                | Philadelphia  | 1             |   |  | E1                         | Boston*                    | 4                          |  |  |                        |                        |                        |  |  |                   |                   |                   |
|  | E5                | Buffalo       | 2             |   |  | E5                         | Buffalo                    | 2                          |  |  |                        |                        |                        |  |  |                   |                   |                   |
|  | E5                | Buffalo       | 2             |   |  | E5                         | Buffalo                    | 2                          |  |  |                        |                        |                        |  |  |                   |                   |                   |
|  |                   |               |               |   |  |                            |                            |                            |  |  | E1                     | Boston*                | 4                      |  |  |                   |                   |                   |
|  | Conferencia Este  |               |               |   |  |                            |                            |                            |  |  | E1                     | Boston*                | 4                      |  |  |                   |                   |                   |
|  |                   | E2            | Cleveland*    | 2 |  |                            |                            |                            |  |  |                        |                        |                        |  |  |                   |                   |                   |
|  |                   |               |               |   |  |                            |                            |                            |  |  |                        |                        |                        |  |  |                   |                   |                   |
|  |                   |               |               |   |  | E3                         | Washington                 | 3                          |  |  |                        |                        |                        |  |  |                   |                   |                   |
|  |                   |               |               |   |  | E3                         | Washington                 | 3                          |  |  |                        |                        |                        |  |  |                   |                   |                   |
|  | E2                | Cleveland*    | 4             |   |  |                            |                            |                            |  |  |                        |                        |                        |  |  |                   |                   |                   |
|  | E2                | Cleveland*    | 4             |   |  |                            |                            |                            |  |  |                        |                        |                        |  |  |                   |                   |                   |
|  |                   |               |               |   |  |                            |                            |                            |  |  |                        |                        |                        |  |  | E1                | Boston*           | 4                 |
|  |                   |               |               |   |  |                            |                            |                            |  |  |                        |                        |                        |  |  | E1                | Boston*           | 4                 |
|  |                   | W3            | Phoenix       | 2 |  |                            |                            |                            |  |  |                        |                        |                        |  |  |                   |                   |                   |
|  |                   |               |               |   |  |                            |                            |                            |  |  |                        |                        |                        |  |  |                   |                   |                   |
|  | W4                | Milwaukee*    | 1             |   |  | W1                         | Golden State*              | 4                          |  |  |                        |                        |                        |  |  |                   |                   |                   |
|  | W4                | Milwaukee*    | 1             |   |  | W1                         | Golden State*              | 4                          |  |  |                        |                        |                        |  |  |                   |                   |                   |
|  | W5                | Detroit       | 2             |   |  | W5                         | Detroit                    | 2                          |  |  |                        |                        |                        |  |  |                   |                   |                   |
|  | W5                | Detroit       | 2             |   |  | W5                         | Detroit                    | 2                          |  |  |                        |                        |                        |  |  |                   |                   |                   |
|  |                   |               |               |   |  |                            |                            |                            |  |  | W1                     | Golden State*          | 3                      |  |  |                   |                   |                   |
|  | Conferencia Oeste |               |               |   |  |                            |                            |                            |  |  | W1                     | Golden State*          | 3                      |  |  |                   |                   |                   |
|  |                   | W3            | Phoenix       | 4 |  |                            |                            |                            |  |  |                        |                        |                        |  |  |                   |                   |                   |
|  |                   |               |               |   |  |                            |                            |                            |  |  |                        |                        |                        |  |  |                   |                   |                   |
|  |                   |               |               |   |  | W3                         | Phoenix                    | 4                          |  |  |                        |                        |                        |  |  |                   |                   |                   |
|  |                   |               |               |   |  | W3                         | Phoenix                    | 4                          |  |  |                        |                        |                        |  |  |                   |                   |                   |
|  | W2                | Seattle       | 2             |   |  |                            |                            |                            |  |  |                        |                        |                        |  |  |                   |                   |                   |
|  | W2                | Seattle       | 2             |   |  |                            |                            |                            |  |  |                        |                        |                        |  |  |                   |                   |                   |

## Estadísticas
| Categoría                    | Jugador             | Equipo                | Estadísticas |
| ---------------------------- | ------------------- | --------------------- | ------------ |
| Puntos por partido           | Bob McAdoo          | Buffalo Braves        | 31.1         |
| Rebotes por partido          | Kareem Abdul-Jabbar | Los Angeles Lakers    | 16.9         |
| Asistencias por partido      | Slick Watts         | Seattle SuperSonics   | 8.1          |
| Robos por partido            | Slick Watts         | Seattle SuperSonics   | 3.2          |
| Tapones por partido          | Kareem Abdul-Jabbar | Los Angeles Lakers    | 4.1          |
| Porcentaje de tiros de campo | Wes Unseld          | Washington Bullets    | .561         |
| Porcentaje de tiros libres   | Rick Barry          | Golden State Warriors | .923         |

## Premios
- MVP de la Temporada
  -  Kareem Abdul-Jabbar (Los Angeles Lakers)
- Rookie del Año
  -  Alvan Adams (Phoenix Suns)
- Entrenador del Año
  -  Bill Fitch (Cleveland Cavaliers)

| - Mejor quinteto de la temporada - Rick Barry, Golden State Warriors - George McGinnis, Philadelphia 76ers - Kareem Abdul-Jabbar, Los Angeles Lakers - Nate Archibald, Kansas City Kings - Pete Maravich, New Orleans Jazz | - 2.º Mejor quinteto de la temporada - John Havlicek, Boston Celtics - Elvin Hayes, Washington Bullets - Dave Cowens, Boston Celtics - Randy Smith, Buffalo Braves - Phil Smith, Golden State Warriors |

| - Mejor quinteto defensivo - Paul Silas, Phoenix Suns - John Havlicek, Boston Celtics - Dave Cowens, Boston Celtics - Norm Van Lier, Chicago Bulls - Slick Watts, Seattle SuperSonics | - 2.º Mejor quinteto defensivo - Jim Brewer, Cleveland Cavaliers - Jamaal Wilkes, Golden State Warriors - Kareem Abdul-Jabbar, Los Angeles Lakers - Jim Cleamons, Cleveland Cavaliers - Phil Smith, Golden State Warriors |

- Mejor quinteto de rookies
  - Joe Meriweather, Houston Rockets
  - Alvan Adams, Phoenix Suns
  - Lionel Hollins, Portland Trail Blazers
  - John Shumate, Phoenix Suns/Buffalo Braves
  - Gus Williams, Golden State Warriors